# Cocoroco Diã Uatara
Cocoroco Diã Uatara (em diúla: Kokocoko Dian Wattara; em francês: Kokoroko/Cocoroco Dian Ouattara) foi nobre africano mandinga do século XIX, fagama do Reino de Guirico entre 1878 e 1885. Não se sabe sua relação com o fagama anterior. Em seu reinado, o poder de Guirico estava esfacelado e Cocoroco controlava só algumas vilas. Foi sucedido por Sabana Uatara (r. 1885–1892).